# Tsarevitj (titel)
Tsarevitj (Ryska: царевич) är en slavisk titel som gavs till en tsars söner. Den användes från den tid så Ivan den förskräcklige antog titeln tsar 1547 fram till att Nikolaj II abdikerade 1917. Efter tronföljdsordningen 1797 övergavs titeln och ersattes med Tsesarevitj för tronarvingen endast. Dennes yngre bröder kallades Velikij Knjaz eller storfurstar.

## Historia
I äldre tider applicerades titeln även på ättlingar till khanerna (tsarer) av Kazan, Kasimov och Sibirien efter att dessa khanat hade erövrats av Ryssland.
Ättlingar till Georgiens avsatta kungafamiljer tilldelades titeln tsarevitj fram till 1833 då de degraderades till knez efter en misslyckad kupp att återupprätta den georgiska monarkin.
I och med tsarevitj Aleksej Petrovitjs fängslande för konspiration mot sin far Peter den store 1718, blev denna titel tillfälligt satt ur bruk. Manliga ättlingar eller släktingar till kejsaren eller kejsarinnan refererades istället till titeln "Storfurste" under 1700-talet .
1797 återinförde tsar Paul I titeln "tsarevitj" som en speciell benämning för arvtagaren till det ryska imperiet. "Tsarevitj" är bara den vardagliga kortformen för titeln, officiellt kallades den ryska tronarvingen från 1797 till 1917 "Hans kejserliga höghet arvtagaren". Den förste Tsarevitj i denna kategori var den äldste sonen till Paul I och senare kejsaren Alexander I. Tsar Nikolaj II:s ende son Aleksej Nikolajevitj var den siste medlemmen av det ryska kejsardömet att kallas tsarevitj, även om han egentligen var tsesarevitj.
Yngre manliga medlemmar i tsardynastin fortsatte emellertid att bära titeln "storfurste" under 1700-talet. Kejsare Alexander III begränsade titeln storfurste till biologiska söner och barnbarn till en kejsare, medan mer avlägsna manliga medlemmar i dynastin bara har fått rätt till titeln "furste" ("Höghet"). Dagens Romanovs refererar bara till sig själva som furstar, med undantag av Vladimir Kirillovitj (huvudman för ätten Romanov och tronpretendent fram till sin död 1992), hans dotter Maria Vladimirovna och hennes son Georgi Michailovitj (född 1983), som alla gjorde anspråk på titeln "storfurste".